# Conseil national des femmes du Canada
Le Conseil national des femmes du Canada (CNFC, en anglais National Council of Women of Canada, (NCWF)) est un organisme canadien de défense des intérêts et droits des femmes basé à Ottawa, en Ontario, qui vise à améliorer les conditions de vie des femmes, des familles et des communautés. 
Fédération de sociétés organisées au niveau national et de conseils pour les droits des femmes locaux et provinciaux, il s'agit du membre canadien du Conseil international des femmes (ICW). Le Conseil a interagi dans divers domaines, dont le suffrage des femmes, l'immigration, la santé, l'éducation, les médias, l'environnement ainsi que dans plusieurs autres dossiers. Formé le 27 octobre 1893 à Toronto, en Ontario, il est l'un des plus anciens organismes de défense des droits au Canada. La première présidente de ce conseil fût Lady Aberdeen, élue en 1893. Parmi les dirigants notables de cet organisme, nous retrouvons Lady Gzowski, Augusta Stowe-Gullen et Adelaide Hoodless.

## Fondation
Le Conseil international des femmes a été fondé en 1888 à Washington, aux États-Unis. Le congrès mondial des femmes représentantes du CIF s'était réuni en 1893 afin de discuter sur le sujet de la création d'un conseil canadien. Le Conseil fût formellement créé lors d'une assemblée publique, le 27 octobre de cette dernière année, au pavillon de l'Horticulture des Jardins d'Allen, à Toronto (Ontario). Plus de 1 500 femmes ont assisté à la réunion, présidée par Lady Aberdeen, épouse du gouverneur général de l'époque, John Campbell Hamilton-Gordon, 7e comte d'Aberdeen. Lady Aberdeen a été la première présidente du Conseil jusqu'à sa démission en 1899; Lady Taylor lui succéda. 

## Activités
Le Conseil joua un rôle consultatif à des questions portant sur la politique existante de l'organisation. De nouvelles politiques sont proposées en tant que résolutions, qui se sont développées à la suite de discussions aux niveaux local et provincial, puis sont débattues et votées. S'ils sont acceptés, ils deviennent des politiques. L'organisation crée ensuite des mémoires (documents officiels fondés sur une politique), qui suggèrent une ligne de conduite et sont soumis à un organisme officiel, tel qu'un gouvernement. 
L'organisation a envoyé des représentants auprès de conseils d'administration et d'organismes internationaux tels que la Société des Nations. Le conseil a joué un rôle clé dans la création de l'ordre des infirmières de Victoria, de la société d'aide à l'enfance et de l'association canadienne des consommateurs. L'Association des femmes artistiques du Canada est l'une des premières organisations affiliées, et Lady Aberdeen en était la marraine, ce qui explique son affiliation,. Elle a également joué un rôle dans la création d'organisations telles que le Bureau de la condition féminine de Travail Canada, le Bureau fédéral du vieillissement, et a soutenu l'appel à la Commission royale d'enquête sur la condition de la femme, qui a créé le Conseil consultatif canadien sur la situation de la femme. 
La principale motivation du Conseil entre 1894 et 1918 était sa lutte pour améliorer le statut des femmes sans demander le droit de vote. Il a alors promu une vision de citoyenneté transcendante pour les femmes. Le conseil croyait alors que le droit de vote pour les femmes n'était pas nécessaire, car la citoyenneté devait être exercée par l'influence personnelle et la persuasion morale, par l'élection d'hommes à forte moralité et par l'élevage de fils d'esprit public. La position du Conseil a été intégrée à son programme d'édification de la nation qui visait à défendre le Canada en tant que nation colonisatrice blanche. Alors que le mouvement des femmes pour le suffrage était important pour étendre les droits politiques des femmes blanches, il était également autorisé par des arguments fondés sur la race qui associaient le droit de vote des femmes blanches à la nécessité de protéger la nation de la dégénérescence raciale.
Entre 1914 et 1921, le CNFC a publié le mensuel Woman's Century. L'objectif était d'éduquer les femmes sur les questions d'intérêt public et sur les réformes nécessaires pour améliorer leurs droits et de fournir un forum de discussion aux différents groupes de femmes. La page de titre le décrit d'ailleurs comme « un journal d'éducation et de progrès pour les femmes canadiennes ». Le journal mensuel a été modelé sur des périodiques féministes britanniques et américains à succès. C'était l'un des rares journaux sur les droits des femmes publiés au Canada à cette époque. 
En 1918, le gouvernement canadien a accordé aux femmes le droit de vote aux élections fédérales. En 1929, The Famous Five remporta Edwards v. Le Canada (procureur général), plus connu sous le nom de « l'affaire », qui a déterminé que les femmes étaient des personnes. Trois des Cinq personnes participant à la poursuite étaient des membres actifs du conseil, et le CNFC a joué un rôle essentiel dans l'obtention du procès.
Parmi les autres causes défendues par le conseil figurent des mesures de protection de l'enfance telles que la prévention de la maltraitance et l'encouragement d'une éducation de qualité ainsi que l'amélioration de la qualité des soins de santé. Les mesures sanitaires générales ainsi encouragées par le conseil comprennent la pasteurisation, l'eau potable et les inspections médicales dans les écoles. Le Conseil a également mené des batailles controversées, telles que l'élargissement des motifs de divorce, une plus grande disponibilité des informations sur le contrôle des naissances, la suppression de l'avortement du Code pénal et des programmes de protection et de réinsertion des prostituées.

## Membres notables

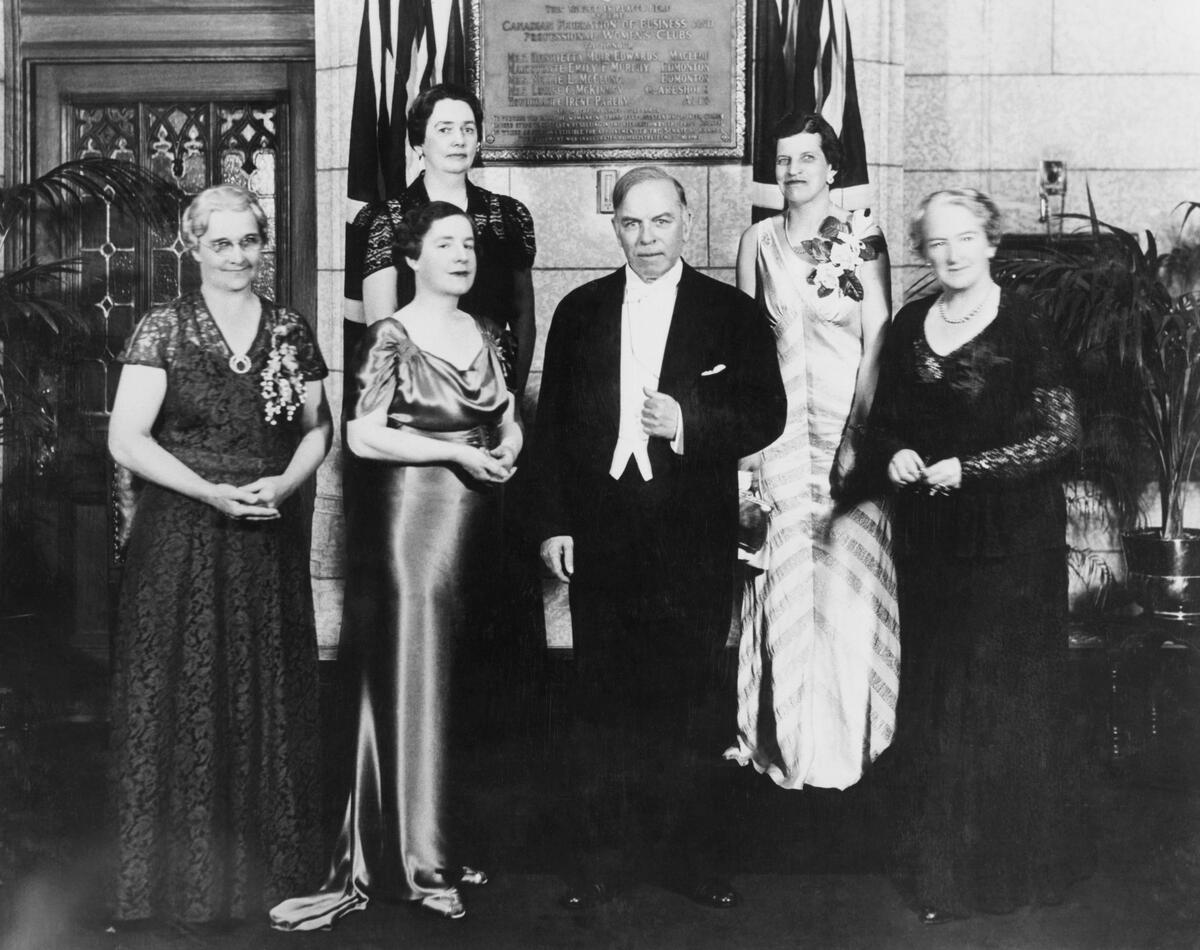
Inauguration d'une plaque à la mémoire des cinq Albertaines dont les efforts se sont soldés par l'affaire « personnes », qui a permis d'établir le droit des femmes d'exercer des fonctions officielles au Canada.

Plusieurs membres du Conseil ont joué un rôle de premier plan dans l'histoire du Canada. Lady Aberdeen,qui a joué un rôle déterminant dans la formation de la branche canadienne du Conseil national des femmes, a eu la première idée de créer l'organisation, malgré d'autres déclarations. Augusta Stowe-Gullen, une des membres fondatrices de la Société, a été la première femme à obtenir un diplôme en médecine au Canada et était une figure importante du mouvement pour le suffrage des femmes. Matilda Ridout Edgar (1844-1910), plus tard Lady Edgar, qui a été présidente en 1906 et 1909, était une historienne accomplie et une féministe influente alors que le président Winnifred Kydd était délégué à la Société des Nations. En 1930, Cairine Wilson du Conseil d'Ottawa fut la première femme à être nommée au Sénat. Certains membres sont célèbres (Emily Murphy, Irene Parlby, Nellie McClung, Louise McKinney et Henrietta Edwards) pour leurs actions politiques.